# Левктры
Ле́вктры (греч. Λεύκτρα, до 1915 Парапунгия (греч. Παραπούγγια)) — город в Беотии, в 10 км юго-западнее Фив. По утверждению Павсания, левктрийцем был великий врач Асклепий.
Город Левктры знаменит тем, что в 371 году до н. э. у стен этого города состоялось сражение, в котором фиванцы под командованием Эпаминонда победили спартанскую армию, применив тактику косого клина. Спартанский царь Клеомброт I и 400 спартанцев пали в бою. Так было покончено со спартанской гегемонией, а фиванцы на некоторое время стали одной из ведущих сил Эллинского мира.
В годы Османского ига на месте Левктр существовало село Парапунгия. В 1915 году оно получило имя прежнего античного города. По данным «Большой энциклопедии» С. Н. Южакова (т.12, 1903 г.),
Ещё до сих пор виден холм, который, вероятно, был сооружён над трупами павших спартанцев.
На 2001 год население города составляло 1020 жителей.